# Comuna Tutrakan, Silistra
Tutrakan (în bulgară Тутракан) este o comună în regiunea Silistra, Bulgaria, formată din orașul Turtucaia și 14 sate.

## Localități componente

### Orașe
- Turtucaia

### Sate
| - Antimovo - Belița - Brenița - Dunaveț - Nova Cerna | - Pojarevo - Preslavți - Seanovo - Staro Selo | - Tărnovți - Varnenți - Șumenți - Țar Samuil - Țarev Dol |

## Demografie
Componența etnică a comunei Tutrakan
     Turci (25,12%)
     Romi (4,82%)
     Bulgari (63,19%)
     Nicio identificare (6,58%)
     Altele (0,26%)
La recensământul din 2011, populația comunei Tutrakan era de 15.374 locuitori. Din punct de vedere etnic, majoritatea locuitorilor (63,19%) erau bulgari, existând și minorități de turci (25,12%) și romi (4,82%). Pentru 6,58% din locuitori nu este cunoscută apartenența etnică.